# دالي وليامز (لاعب كرة قاعدة)
دالي وليامز (بالإنجليزية: Dale Williams)‏ هو لاعب كرة قاعدة أمريكي، ولد في 6 أكتوبر 1855 في لودلو في الولايات المتحدة، وتوفي في 22 أكتوبر 1939 في كوفينغتون في الولايات المتحدة.